# اوچونک
اوچونک روستایی از توابع بخش مرکزی شهرستان دماوند در استان تهران ایران است.
مردم این روستا بر طبق باور خودشان از شیراز  به انجا آمده اند و به زبان اوچونکی که گویشی از زبان دماوند و کیلانی می‌باشد صحبت می‌کنند.در اوچونک یک تالار کنار مسجد هست . دو سوپر مارکت نیز دارد . این منطقه از آب و هوای فوق العاده ای برخوردار هست.این منطقه در مکانی کوهستانی واقع شده.در اوچونک پر از ویلا های افراد تهرانی است که به دلیل اب و هوای خوب در آنجا ویلا دارند. یک جاده هم به نام جاده ی اوچونک هست که جابان و هومند اوچونک را به اوچونک وصل میکند

## جمعیت
این روستا در دهستان جمع‌آبرود قرار دارد و براساس سرشماری مرکز آمار ایران در سال ۱۳۹۰، جمعیت آن ۷۱۵ نفر (۲۲۵ خانوار) بوده‌است.